# 바나나 야야
바나나 야야(프랑스어: Banana Yaya, 1991년 7월 29일 ~ )는 AS 트루빌도빌에서 센터백으로 뛰고 있는 카메룬의 프로 축구 선수이다.

## 구단 경력
2009년 6월, 야야는 튀니지 클럽 ES 튀니스와 계약을 맺고 프로 선수 생활을 시작했다. EFL 챔피언십의 거물 리즈 유나이티드와 관련된 소문 이후, 바나나는 2012년 1월 17일, ES 튀니스에서 F소쇼-몽벨리아르와 계약했다.
야야는 2013-14년 시즌 동안 스위스 클럽 로잔 스포르로 임대되었다.
2014년 7월 30일, 그는 수페르리가 엘라다 클럽 플라타니아스와 비공개 이적료로 계약했다. 그는 즉시 클럽 수비진의 확실한 리더가 되었다.
2017년 6월 23일, 플라타니아스와의 계약이 종료된 후 그는 올림피아코스에 합류하여 수페르리가 엘리다에 남았다. 같은 날, 그는 올림피아코스 감독의 계획에 없던 파니오니오스로 한 시즌 동안 임대되었다. 그의 임대 기간은 1년 더 연장되었다.
2019년 12월 4일, 올림피아코스와의 계약이 단 한 경기도 출전하지 못한 채 종료되었다.
2022년 2월 1일, 벵갈루루가 2021-22년 인도 슈퍼리그 시즌의 남은 기간 동안 야야와 단기 계약을 체결했다고 발표되었다.

## 국가대표팀 경력
야야는 2015년 3월, 태국과의 친선 경기에서 카메룬 국가대표팀에 데뷔했다.
2017년 11월 11일, 야야는 잠비아를 상대로 카메룬 국가대표팀에서 첫 골을 넣었다.
이집트에서 열린 2019년 아프리카 네이션스컵에서 야야는 국가대표팀에 소집되었다. 기니비사우와의 첫 경기에서 그는 66분에 골을 넣었고 팀은 2-0으로 승리했다.